# Saint Michael (parafia)
St. Michael – parafia w południowo-zachodniej części Barbadosu. Największym miastem jest Bridgetown – stolica Barbadosu. Bridgetown jest centrum handlowym, usługowym i przemysłowym wyspy. Parafia jest siedzibą kilku szkół, włączając w to Combermere i prestiżowy Harrison College, rozmaitych instytucji rządowych np. Ministerstwa Edukacji czy Ministerstwa Przemysłu i Handlu Zagranicznego.
W St. Michael znajduje się międzynarodowy port morski Barbadosu – Deep Water Harbour. Wielka część ruchu turystycznego przybywa na Barbados właśnie przez ten port, statkami wycieczkowymi takich linii jak: Royal Carribean czy Cunard. W porcie znajduje się także kilka żurawi do ładowania wyprodukowanego na wyspie cukru i jeden żuraw do ładowania mąki.
Z St. Michael pochodzi piosenkarka Rihanna.